# Wasserfluh Pass
Il Wasserfluh è un valico che collega il comune di Lichtensteig al comune di Neckertal (frazione Brunnadern) Canton San Gallo, Svizzera, superando un dislivello di 345 m.